# Silylenolether
Silylenolethery jsou organické sloučeniny, které mají společnou funkční skupinu složenou z enolátu navázaného svým kyslíkovým koncem na organickou skupinu obsahující křemík. Patří mezi silylethery.
Jedná se o důležité meziprodukty v organické syntéze.

## Příprava
- Trimethylsilylenolethery se dají připravit z ketonů za přítomnosti silné zásady a trimethylsilylchloridu nebo slabé zásady a trimethylsilyltriflátu.
- Silylenolether se může vytvořit zachycením jakéhokoliv enolátu vzniklého nukleofilní konjugovanou adicí.[1][2]
- Méně obvyklým způsobem přípravy silylenoletheru je Brookův přesmyk odpovídajících substrátů.[3]

## Reakce
Silylenolethery slouží jako nukleofilní činidla v:
- Mukaiyamově aldolové adici
- Michaelových reakcích
- Alkylacích
- Přípravě halogenketonů z halogenů[4]

- Přípravě acyloinů organickou oxidací elektrofilním zdrojem kyslíku, jako například oxaziridinem nebo mCPBA

### Saegusova-Itoova oxidace
V Saegusově-Itoově oxidaci jsou některé silylenolethery oxidovány na enony octanem palladnatým. V původní reakci byla použita odpovídající množství palladia a 1,4-benzochinonu, kde benzochinon sloužil jako kooxidant. Meziproduktem je oxo-allylpalladnatý komplex:
V jiném případě byl z cyklohexanonu ve dvou krocích získán dienon:

### Zkracování uhlíkových cyklů
Cyklické silylenolethery mohou být použity jako substráty pro regiokontrolovaná jednouhlíková zkracovaní cyklů. V těchto reakcích se používají sulfonylazidy s nedostatkem elektronů, u nichž proběhne chemoselektivní, nekatalyzovaná, [3+2] cykloadice na silylenolether, následovaná ztrátou dvou dusíků a přechodem alkylu za vzniku produktu s kratším cyklem (s vysokou výtěžností). Tyto reakce mohou být řízeny substrátovou stereochemií, čímž vznikne produkt se stereoselektivně zkráceným řetězcem.

## Ketensilylacetaly
Ketensilylacetaly jsou podobné sloučeniny odvozené z ketenů a acetalů, s obecným vzorcem R₂C=C(OSiR3)(OR).